# Ernst Kunz (Mathematiker)

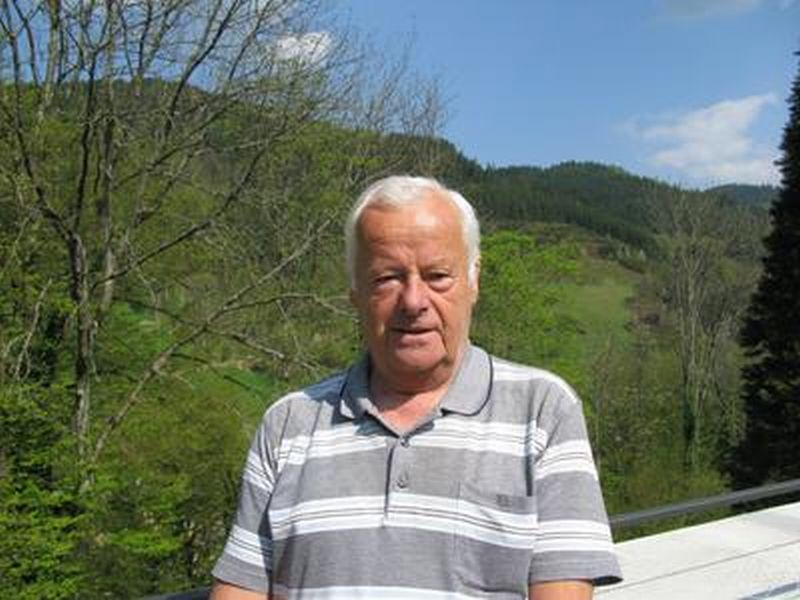
Ernst Kunz am Mathematischen Forschungsinstitut Oberwolfach 2009

Ernst Kunz (* 10. März 1933 in Heidelberg; † 10. April 2021 in Regensburg) war ein deutscher Mathematiker, der sich mit algebraischer Geometrie, Differentialalgebra und kommutativer Algebra beschäftigte.

## Leben
Ernst Kunz studierte von 1953 bis 1957 Mathematik (und Physik mit dem Ziel, Gymnasiallehrer zu werden) an der Ruprecht-Karls-Universität Heidelberg, wo er 1959 bei Friedrich Karl Schmidt mit der Arbeit Die Primidealteiler der Differenten in allgemeinen Ringen promoviert wurde. 1963 habilitierte er sich in Heidelberg. Ab 1969 war er ordentlicher Professor an der Universität Regensburg, wo er seit 2001 Professor emeritus war. Kunz war unter anderem zu Gastaufenthalten an der Universität München, der Purdue University (1967/68) und der Louisiana State University (1968/69). Als Doktoranden betreute Kunz unter anderem Jürgen Herzog und Martin Kreuzer.
Kunz war Mitglied der Bayerischen Akademie der Wissenschaften.

## Schriften (Auswahl)
- Ebene Geometrie. Axiomatische Begründung der euklidschen und nichteuklidschen Geometrie (= Rororo-Vieweg. 26, Mathematik). Rowohlt u. a., Reinbek bei Hamburg 1976, ISBN 3-499-27026-9.
- Einführung in die kommutative Algebra und algebraische Geometrie (= Vieweg-Studium. 46, Aufbaukurs Mathematik). Vieweg, Braunschweig u. a. 1980, ISBN 3-528-07246-6.
- mit Rolf Waldi: Regular differential forms (= Contemporary Mathematics. 79). American Mathematical Society, Providence RI 1988, ISBN 0-8218-5085-7.
- Algebra (= Vieweg-Studium. 43, Aufbaukurs Mathematik). Vieweg, Braunschweig u. a. 1991, ISBN 3-528-07243-1.
- Über den n-dimensionalen Residuensatz. In: Jahresbericht der Deutschen Mathematiker-Vereinigung. Bd. 94, Nr. 1, 1992, ISSN 0012-0456, S. 170–188.
- Einführung in die algebraische Geometrie (= Vieweg-Studium. 87, Aufbaukurs Mathematik). Vieweg, Braunschweig u. a. 1997, ISBN 3-528-07287-3.
- Introduction to plane algebraic curves. Birkhäuser, Boston MA u. a. 2005, ISBN 0-8176-4381-8.
- Residues and duality for projective algebraic varieties (= University Lecture Series. 47). American Mathematical Society, Providence RI 2008, ISBN 978-0-8218-4760-2.